# Hoploscopa gracilis
Hoploscopa gracilis is een vlinder uit de familie van de grasmotten (Crambidae), uit de onderfamilie van de Hoploscopinae. De wetenschappelijke naam van deze soort is voor het eerst gepubliceerd in 2020 door Théo Léger en Matthias Nuss.
De voorvleugellengte van het mannetje is 9 millimeter en van het vrouwtje 11 millimeter.
De soort komt voor in Indonesië (Noord-Sumatra) en Maleisië (Cameron Highlands).